# One of It
One of It is een nummer van de Belgische singer-songwriter Milow uit 2005, heruitgegeven in 2009. Het is de tweede single van zijn titelloze debuutalbum.
"One of It" is een vrolijk popliedje. Toen het in 2005 werd uitgebracht, werd het nog niet opgepikt en bereikte het geen hitlijsten. In oktober 2009 werd het nummer opnieuw uitgebracht, maar viel het buiten de Belgische hitlijsten. Wel werd het in Nederland een klein succesje, met een 2e positie in de Tipparade.

## Tracklijst
Cd-single
1. "One of It" (singleversie) - 3:08
2. "One of It" (live) - 5:10